# Louise Demuth
Aloisia „Louise“ Demuth, Pseudonym Louis Demuth, (* 19. Februar 1888 in Wien; † 30. August 1939 ebenda) war eine österreichische Sängerin und Komponistin.

## Leben
Ihr Vater Karl Demuth war ab 1924 Besitzer des „Baumgartner Biotheaters“ in Penzing, ihre Mutter war die 1864 geborene Emilie Katharina Kuchar. Ihre Eltern heirateten erst am 4. März 1889. Demuth war ab 17. Mai 1910 mit ihrem Cousin Adolf Demuth (1884–1947), einem Beamten, verheiratet.
Sie absolvierte die Musikschule „R. Mittermüller“ in Hietzing sowie die Akademie für Musik und darstellende Kunst in Wien (beide Klavier), erhielt Privatunterricht im Gesang und Schauspielunterricht von Lori Stübel und Emilie Door.
Demuth wirkte als Operetten-Soubrette an verschiedenen Bühnen. Als Komponistin trat sie vor allem durch Wienerlieder und Salonstücke hervor, die durch die Musikverlage Phöbus, Josef Blaha, Bristo und Figaro verlegt wurden.